# Mittakpheap District
Mittakpheap District är ett distrikt i Kambodja.   Det ligger i provinsen Kampot, i den sydvästra delen av landet, 180 km sydväst om huvudstaden Phnom Penh.